# Barcelona Open 2017
Il Barcelona Open 2017 è stato un torneo di tennis giocato sulla terra rossa. È stata la 65ª edizione del Torneo Godó, parte della categoria ATP Tour 500 nell'ambito dell'ATP World Tour 2017. La competizione si è disputata al Real Club de Tenis Barcelona di Barcellona, in Spagna, dal 22 al 30 aprile 2017.

## Partecipanti

### Teste di serie
| Nazionalità | Giocatore             | Ranking* | Testa di serie |
| ----------- | --------------------- | -------- | -------------- |
| Regno Unito | Andy Murray           | 1        | 1              |
| Giappone    | Kei Nishikori         | 5        | 2              |
| Spagna      | Rafael Nadal          | 7        | 3              |
| Austria     | Dominic Thiem         | 9        | 4              |
| Belgio      | David Goffin          | 13       | 5              |
| Spagna      | Roberto Bautista Agut | 18       | 6              |
| Spagna      | Pablo Carreño Busta   | 19       | 7              |
| Germania    | Alexander Zverev      | 20       | 8              |
| Francia     | Richard Gasquet       | 22       | 9              |
| Spagna      | Albert Ramos Viñolas  | 24       | 10             |
| Uruguay     | Pablo Cuevas          | 27       | 11             |
| Germania    | Philipp Kohlschreiber | 30       | 12             |
| Spagna      | David Ferrer          | 33       | 13             |
| Germania    | Miša Zverev           | 35       | 14             |
| Portogallo  | João Sousa            | 36       | 15             |
| Spagna      | Feliciano López       | 39       | 16             |
| Francia     | Benoît Paire          | 40       | 17             |

* Ranking al 17 aprile 2017.

### Altri partecipanti
I seguenti giocatori hanno ricevuto una wild card per il tabellone principale:
- Albert Montañés
- Andy Murray
- Tommy Robredo
- Mikael Ymer
- Alexander Zverev

I seguenti giocatori sono passati dalle qualificazioni:

- Tarō Daniel
- Steven Diez
- Santiago Giraldo
- Chung Hyeon
- Thiago Monteiro
- Casper Ruud

Il seguente giocatore è entrato in tabellone come lucky loser:
- Yūichi Sugita

## Punti
| Torneo    | V   | F   | SF  | QF | 3T   | 2T   | 1T | Q    | Q2   | Q1   |
| Singolare | 500 | 300 | 180 | 90 | 45   | 20   | 0  | 10   | 4    | 0    |
| Doppio    | 500 | 300 | 180 | 90 | N.D. | N.D. | 0  | N.D. | N.D. | N.D. |

## Montepremi
Il montepremi complessivo è di 2.604.340€.
| Torneo    | V        | F        | SF       | QF      | 3T      | 2T      | 1T    | Q2    | Q1   |
| Singolare | 464 260€ | 227 585€ | 114 540€ | 58 245€ | 30 250€ | 15 955€ | 8615€ | 1910€ | 975€ |
| Doppio    | 150 780€ | 73 820€  | 37 030€  | 19 000€ | N.D.    | N.D.    | 9830€ | N.D.  | N.D. |

## Campioni

### Singolare
Rafael Nadal ha sconfitto in finale  Dominic Thiem con il punteggio di 6-4, 6-1.
- È il settantunesimo titolo in carriera per Nadal, secondo della stagione. È il diciottesimo titolo ATP 500 e decimo a Barcellona.

### Doppio
Florin Mergea /  Aisam-ul-Haq Qureshi hanno sconfitto in finale  Philipp Petzschner /  Alexander Peya con il punteggio di 6-4, 6-3.